# 小堀正次
小堀 正次（こぼり まさつぐ）は、戦国時代から江戸時代初期にかけての武将・大名。備中国松山藩初代藩主。小室藩小堀家初代。小堀遠州の父。

## 略歴
天文9年（1540年）、垣見正房の次男として近江国坂田郡小堀村（現在の滋賀県長浜市）に生まれ、出家したが還俗して磯野員昌の娘と結婚した。員昌が浅井家から離反したことにより再び出家するが、またもや還俗して羽柴秀長に仕えることになる。最初は1,000石の知領だったが、秀長・秀吉の元で政治手腕を買われて、主に紀伊国や大和国の検地代官を務め（紀伊や大和は寺社勢力が多く、検地が容易でない事からも、その手腕を買われていた事がわかる）、次第に加増して5,000石に達した。秀長の没後は秀吉に仕えて大和・和泉・紀伊の郡代に任ぜられている。
慶長5年（1600年）の関ヶ原の戦いでは東軍に属し、会津征伐に従軍。戦後、備中松山に1万4,000石を与えられ、備中における徳川直轄領の管理も任された。また、備中や近江における幕府の検地などにおいても、大いに功績を挙げ、慶長6年（1601年）には、伏見城の作事奉行も務めている。
慶長9年（1604年）、江戸へ参勤に向かう途上、藤沢で急死した。跡を長男の政一が継いだ。

## 系譜
- 父：垣見正房
- 母：浅井氏
- 正室：磯野員昌娘
  - 長男：小堀政一（1579年 - 1647年）
- 生母不明の子女
  - 男子：小堀正行（1583年 - 1615年）- 茶道小堀遠州流第2世、通称「槍の治左衛門」
  - 男子：小堀正長
  - 男子：小堀正春
  - 男子：小堀宗栄
  - 女子：伊東某室
  - 女子：田中某室